# Dirk Vekeman
Dirk Vekeman (Ukkel, 25 september 1960 – 5 mei 2013) was een Belgische voetballer. Hij was onder meer negen seizoenen lang doelman van RSC Anderlecht.

## Carrière
Dirk Vekeman begon op 11-jarige leeftijd bij de jeugd van KFC Rhodienne te voetballen. Na nog geen drie jaar maakte hij de overstap naar de jeugdploegen van RSC Anderlecht. In vier jaar tijd werkte de doelman zich op naar het A-elftal. Op 5 mei 1979 maakte hij zijn debuut tegen KSV Waregem.
In zijn eerste seizoen verdween Vekeman in de schaduw van doelmannen Nico de Bree en Jacky Munaron. Vekeman kon enkel rekenen op een plaats op de bank. In 1987 verliet de toen 27-jarige Vekeman de club. Anderlecht haalde toen in zijn plaats bij SK Beveren Filip De Wilde, die er wel in slaagde om eerste doelman te worden.
Vekeman kwam eerst terecht bij Racing Jet Bruxelles en een seizoen later bij het Brusselse RWDM. Op dat moment was Vekemans gewezen ploegmaat Hugo Broos daar trainer. Broos en Vekeman speelden tussen 1979 en 1983 samen bij Anderlecht. In 1989 ging Vekeman aan de slag bij FC Boom, waar hij meteen eerste doelman werd. Vekeman bleef meerdere seizoenen bij Boom en promoveerde in 1992 voor één seizoen naar eerste klasse.
In de nacht van 4 op 5 mei 2013 overleed hij onverwacht in zijn slaap.

## Clubs
- KFC Rhodienne - 1971-'74 (jeugd)
- RSC Anderlecht - 1974-'79 (jeugd)
- RSC Anderlecht - 1979-'87
- Racing Jet Bruxelles - 1987-'88
- RWDM - 1988-'89
- FC Boom - 1989-'95

## Palmares
- 1981 - Landskampioen (RSC Anderlecht)
- 1983 - UEFA Cup (RSC Anderlecht)
- 1985 - Landskampioen (RSC Anderlecht)
- 1986 - Landskampioen (RSC Anderlecht)
- 1987 - Landskampioen (RSC Anderlecht)
- 1992 - Winnaar van de eindronde in tweede klasse (FC Boom)